# Улу-Елга (Аскинский район)
Улу-Елга (баш. Олойылға) — деревня в Кшлау-Елгинском сельсовете Аскинского района Республики Башкортостан России.

## Население
| 2002 | 2009 | 2010 |
| ---- | ---- | ---- |
| 195  | ↘139 | ↘136 |

Согласно переписи 2002 года, преобладающая национальность — башкиры (91 %).

## Географическое положение
Расстояние до:
- районного центра (Аскино): 55 км,
- ближайшей железнодорожной станции (Чернушка): 35 км.